# الميدان (جزين)
الميدان  هي إحدى القرى اللبنانية من قرى قضاء جزين في محافظة الجنوب.